# Vinnie Paul

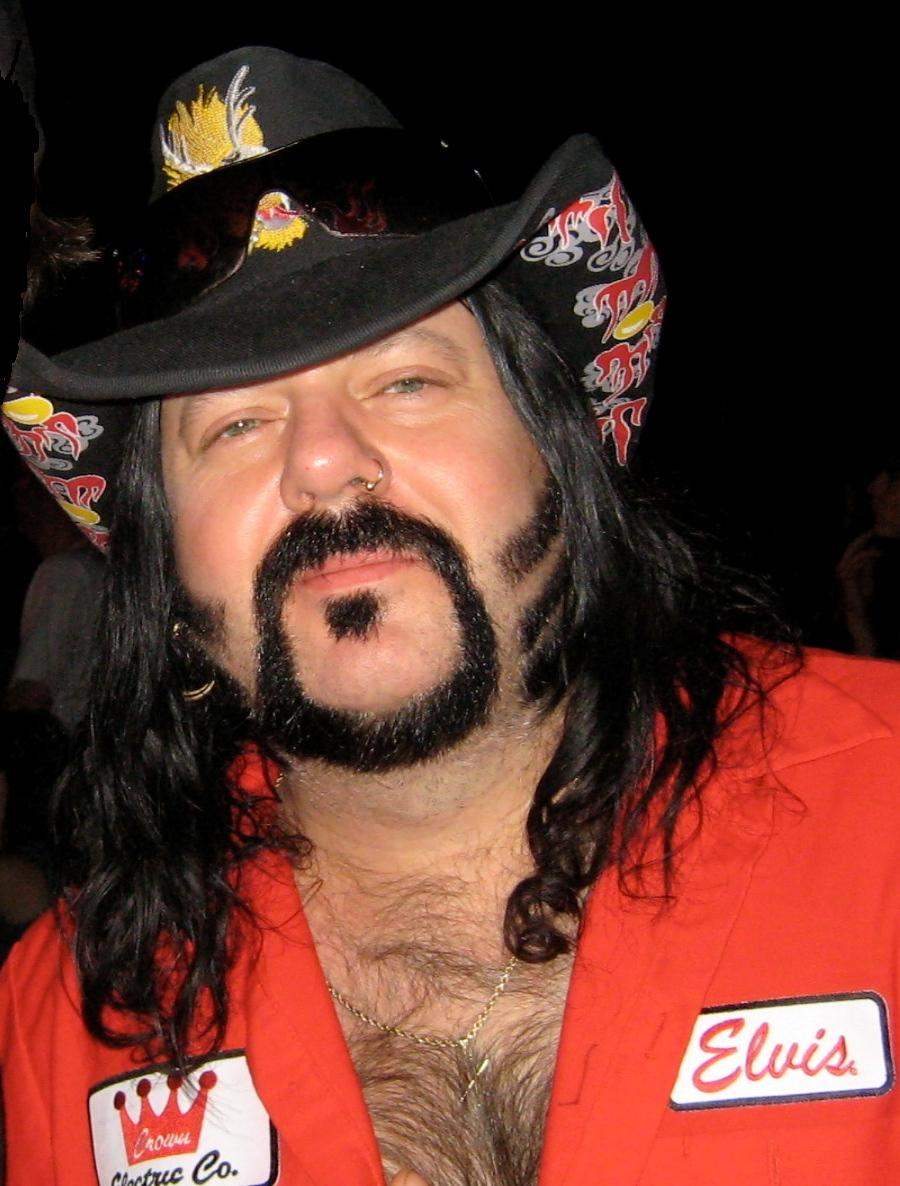
Vinnie Paul (2008)

Vincent „Vinnie“ Paul Abbott (* 11. März 1964 in Dallas, Texas; † 22. Juni 2018 in Las Vegas, Nevada) war ein US-amerikanischer Schlagzeuger. Er wurde vor allem als Gründungsmitglied der ehemaligen Groove-Metal-Band Pantera bekannt.

## Biografie
Abbott war bekannt für sein ausgefeiltes Doublebass-Spiel. Er spielte in langsamen und schnellen Tempi komplizierte Double-Bass-Figuren (Triolen etc.). Beispiele dafür sind unter anderem im Titel Becoming aus dem Album Far Beyond Driven von 1994 zu finden. Außerdem band er Elemente des Swing und Progressive Rock in seinen Stil ein.
Nach der Auflösung von Pantera gründeten er und sein Bruder Dimebag Darrell die Band Damageplan. Allerdings wurde Darrell am 8. Dezember 2004 von einem Amokläufer namens Nathan Gale auf der Bühne erschossen; die Band wurde aufgelöst. Das Projekt Rebel Meets Rebel, an dem die beiden seit längerem gemeinsam mit David Allan Coe gearbeitet hatten, wurde ebenfalls aufgegeben, wobei Abbott im Mai 2006 mit dem dabei entstandenen Musikmaterial ein Album gleichen Namens veröffentlichte.
Abbott gründete 2006 ein neues Projekt, Hellyeah. Anfang 2007 erschien das gleichnamige Debütalbum. In den folgenden Jahren wurden fünf weitere Alben veröffentlicht, das letzte mit Abbotts Beteiligung im Jahr 2019. Die Aufnahmen waren 2018 bereits abgeschlossen gewesen.
Abbott starb am 22. Juni 2018 im Schlaf an einem schweren Herzinfarkt, der von einer dilatativen Kardiomyopathie ausgelöst wurde, und wurde acht Tage später beigesetzt.

## Diskografie

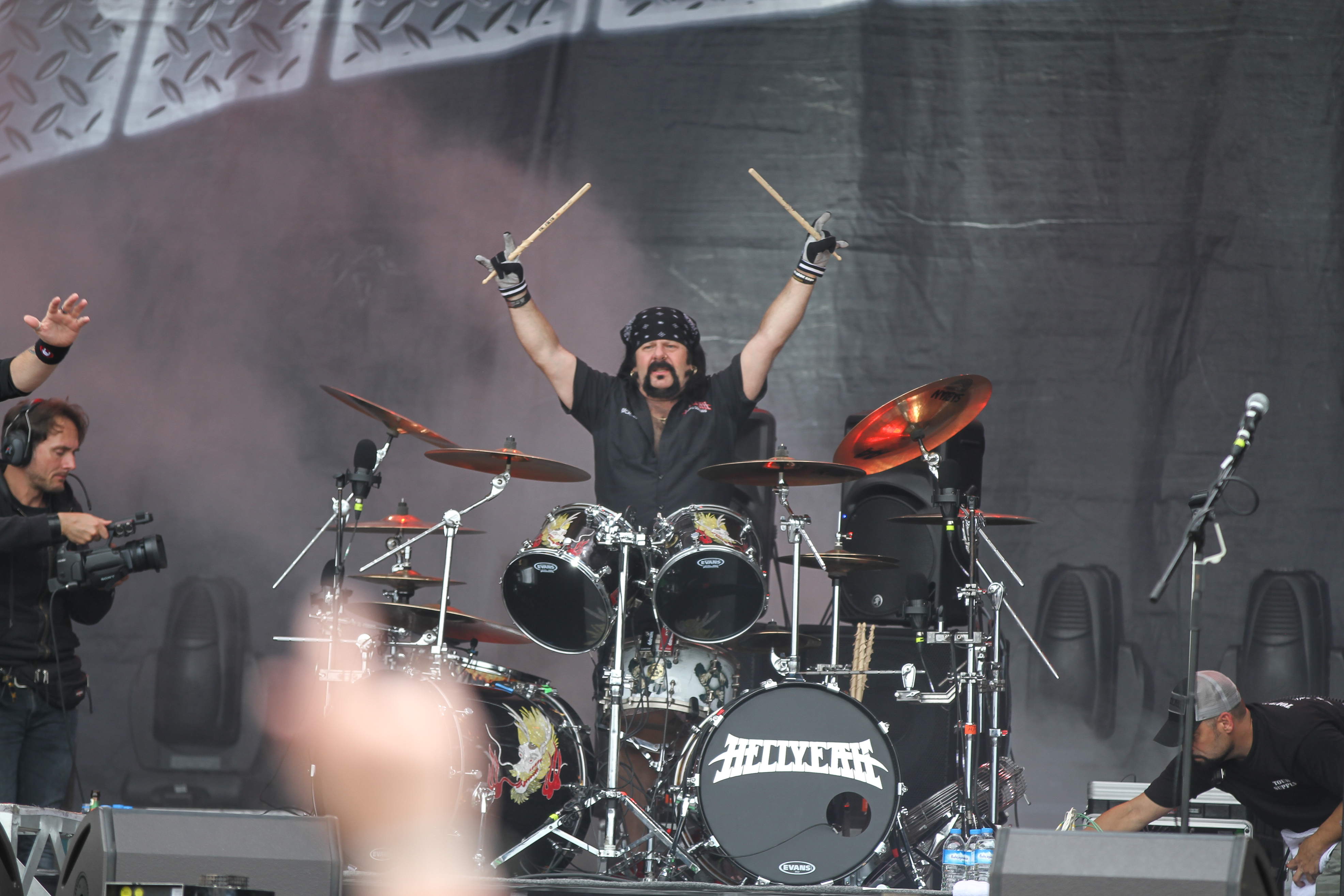
Vinnie Paul mit Hellyeah (2013)

### Alben mitPantera
- 1983: Metal Magic
- 1984: Projects in the Jungle
- 1985: I Am the Night
- 1988: Power Metal
- 1990: Cowboys from Hell
- 1992: Vulgar Display of Power
- 1994: Far Beyond Driven
- 1994: Driven Down Under (Live)
- 1996: The Great Southern Trendkill
- 1997: Official Live: 101 Proof
- 1998: Singles 1991–1996
- 2000: Reinventing the Steel
- 2003: Reinventing Hell: The Best of Pantera

### Alben mitDamageplan
- 2004 New Found Power

### Alben mitRebel Meets Rebel
- 2006: Rebel Meets Rebel

### Alben mitHellyeah
- 2007: Hellyeah
- 2010: Stampede
- 2012: Band of Brothers
- 2014: Blood for Blood
- 2016: Unden!able
- 2019: Welcome Home